# Lepidodexia
Lepidodexia är ett släkte av tvåvingar. Lepidodexia ingår i familjen köttflugor.

## Dottertaxa tillLepidodexia, i alfabetisk ordning[1]
- Lepidodexia affinis
- Lepidodexia albida
- Lepidodexia albihirta
- Lepidodexia amazonica
- Lepidodexia andina
- Lepidodexia angusta
- Lepidodexia angustifrons
- Lepidodexia angustiventris
- Lepidodexia antennata
- Lepidodexia apolinari
- Lepidodexia aragua
- Lepidodexia asiliformis
- Lepidodexia atrata
- Lepidodexia aurea
- Lepidodexia azurea
- Lepidodexia bicolor
- Lepidodexia bisetosa
- Lepidodexia bivittata
- Lepidodexia blakeae
- Lepidodexia bocainensis
- Lepidodexia bogotana
- Lepidodexia boraceana
- Lepidodexia borealis
- Lepidodexia brevigaster
- Lepidodexia brevirostris
- Lepidodexia bufonivora
- Lepidodexia calliphorina
- Lepidodexia camorim
- Lepidodexia camorin
- Lepidodexia camura
- Lepidodexia carchiana
- Lepidodexia carthaginiensis
- Lepidodexia carvalhoi
- Lepidodexia catamarca
- Lepidodexia chaetosa
- Lepidodexia chapadensis
- Lepidodexia chocoensis
- Lepidodexia cingulata
- Lepidodexia cochliomyia
- Lepidodexia cognata
- Lepidodexia comata
- Lepidodexia confusa
- Lepidodexia costalis
- Lepidodexia costaricensis
- Lepidodexia cubana
- Lepidodexia cuenquensis
- Lepidodexia currani
- Lepidodexia cyaneiventris
- Lepidodexia dimidiata
- Lepidodexia dissimilis
- Lepidodexia distincta
- Lepidodexia diversa
- Lepidodexia diversinervis
- Lepidodexia diversipes
- Lepidodexia dodgei
- Lepidodexia dominicensis
- Lepidodexia downesi
- Lepidodexia downsi
- Lepidodexia ecuatoriana
- Lepidodexia egregia
- Lepidodexia elaborata
- Lepidodexia elegans
- Lepidodexia facialis
- Lepidodexia fervens
- Lepidodexia fiebrigi
- Lepidodexia flavipes
- Lepidodexia flavopilosa
- Lepidodexia frontalis
- Lepidodexia fulviventris
- Lepidodexia fumipennis
- Lepidodexia fuscianalis
- Lepidodexia gaucha
- Lepidodexia gomesi
- Lepidodexia grisea
- Lepidodexia grisescens
- Lepidodexia guaillabamba
- Lepidodexia guatemalteca
- Lepidodexia guimaraesi
- Lepidodexia hinei
- Lepidodexia hirculus
- Lepidodexia huixtlaensis
- Lepidodexia hyalinipennis
- Lepidodexia ignota
- Lepidodexia inconismus
- Lepidodexia korytkowiskii
- Lepidodexia lenti
- Lepidodexia lindneri
- Lepidodexia maculata
- Lepidodexia major
- Lepidodexia matogrossensis
- Lepidodexia mendax
- Lepidodexia mendesi
- Lepidodexia metallica
- Lepidodexia mexicana
- Lepidodexia miamensis
- Lepidodexia micropyga
- Lepidodexia minensis
- Lepidodexia minuta
- Lepidodexia modulata
- Lepidodexia monochaeta
- Lepidodexia myersi
- Lepidodexia napoensis
- Lepidodexia nigribimbo
- Lepidodexia nigropilosa
- Lepidodexia nocturnalis
- Lepidodexia obscura
- Lepidodexia occulta
- Lepidodexia ochristriga
- Lepidodexia ojedai
- Lepidodexia oliveirai
- Lepidodexia olmaba
- Lepidodexia opima
- Lepidodexia pacta
- Lepidodexia pallipes
- Lepidodexia palpalis
- Lepidodexia panamensis
- Lepidodexia parva
- Lepidodexia peculiaris
- Lepidodexia peruana
- Lepidodexia petersoni
- Lepidodexia pilosa
- Lepidodexia plumigera
- Lepidodexia pomaschi
- Lepidodexia proseni
- Lepidodexia quadrisetosa
- Lepidodexia reali
- Lepidodexia reducens
- Lepidodexia reinhardi
- Lepidodexia retusa
- Lepidodexia robacki
- Lepidodexia rubriventris
- Lepidodexia rufianalis
- Lepidodexia rufipes
- Lepidodexia rufitibia
- Lepidodexia rufocaudatata
- Lepidodexia rustica
- Lepidodexia sapucaiensis
- Lepidodexia sarcophagina
- Lepidodexia setifacies
- Lepidodexia setifrons
- Lepidodexia setosa
- Lepidodexia sheldoni
- Lepidodexia shewelli
- Lepidodexia similis
- Lepidodexia sinopi
- Lepidodexia souzalopesi
- Lepidodexia squamata
- Lepidodexia strigosa
- Lepidodexia subcylindrica
- Lepidodexia subpolita
- Lepidodexia takaruni
- Lepidodexia tandapiens
- Lepidodexia teffeensis
- Lepidodexia tessellata
- Lepidodexia tetraptera
- Lepidodexia teutonia
- Lepidodexia townsendi
- Lepidodexia trinidadensis
- Lepidodexia tucumana
- Lepidodexia tungurahuensis
- Lepidodexia tungurauensis
- Lepidodexia turrialba
- Lepidodexia unicolor
- Lepidodexia uniseta
- Lepidodexia uruhuasi
- Lepidodexia veniseta
- Lepidodexia vexator
- Lepidodexia weyrauchi
- Lepidodexia villipes
- Lepidodexia virgata
- Lepidodexia vittata
- Lepidodexia woodi
- Lepidodexia woodorum
- Lepidodexia wygodzinskyi
- Lepidodexia zeledoni
- Lepidodexia zygox